# USS Pampanito
Lo USS Pampanito (codici e numeri d'identificazione SS-383/AGSS-383) è un sommergibile diesel/elettrico classe Balao costruito durante la seconda guerra mondiale per la United States Navy, la marina militare degli Stati Uniti d'America.
Dopo varie missioni operative il sottomarino è stato completamente restaurato ed è attualmente un museo galleggiante, ormeggiato presso il Pier 45, a San Francisco.
È possibile visitare il Pampanito recandosi direttamente al molo ed acquistando il biglietto di ingresso (20$ per gli adulti); all'ingresso è anche possibile noleggiare un'audioguida che descrive non solo il sottomarino ma anche la vita a bordo di queste unità durante il secondo conflitto mondiale. La visita a bordo si svolge lungo un percorso guidato che tocca i punti nevralgici della nave (sala siluri, sala comando, ecc.). Alcune zone della nave non sono però visitabili (ad es. il ponte di sottocoperta con il periscopio).

## Curiosità
Il sottomarino è stato utilizzato per le riprese del film comico Giù le mani dal mio periscopio, diretto da David S.  Ward nel 1996, dove appare con il nome USS Stingray (SS-161).